# Harald Immig
Harald Immig ist ein deutscher Liedermacher, Maler und Dichter.

## Leben
Immig wuchs auf dem Hohenstaufen bei Göppingen auf, wo er noch immer im 1740 erbauten elterlichen Haus lebt. Er betreibt dort eine Galerie, in der er seine Aquarelle von Landschaften und Blumen sowie Kalender mit eigenen Aquarellen verkauft. Bekannt ist er als Sänger heiterer, poetischer und besinnlicher Lieder vorwiegend in schwäbischer Mundart. Viele seiner Auftritte absolviert er zusammen mit der Mezzosopranistin und Gitarristin Ute Wolf sowie dem Mandolinisten Klaus Wuckelt. Daneben verfasst Immig z. T. selbst bebilderte Gedichtbände.

## Auszeichnungen
Immig ist unter anderem Preisträger bei „Songs an einem Sommerabend“. Er wurde außerdem mit dem Umweltschutzpreis der Stadt Göppingen ausgezeichnet.

## Veröffentlichungen

### Diskografie
- Lieder vom Land (1980) im Eigenverlag
- Lieder in Poesie und Dialekt (1982) im Eigenverlag
- Sowas fend i lustig (MC, 1983) im Eigenverlag
- Empfindungen (1983) im Eigenverlag
- Lieder für Dich (LP, 1984) mit Zappa Wagner und Klaus Wuckelt im Eigenverlag
- Süddeutsche Leckerbissen (mit anderen Künstlern, Doppel-LP, 1988)
- Die heiteren schwäbischen Lieder (LP, 1989)
- Schutzengel (LP, 1989)
- April (LP, 1989)
- Anna (mit Manfred Herzog, CD, 1990)
- Roter Mohn (CD, 1994, mit Claudia Pohl)
- Da komm ich her (CD, 1995)
- Nach Hause (CD, 1995)
- Bergen Blau (CD, 1996, mit Claudia Pohl)
- Rosen (CD, 1999, mit Claudia Pohl)
- Nixle ema Bixle (CD, 2001, mit Claudia Pohl)
- Freier Mann (CD, 2003)
- Älles wohr (Doppel-CD, 2007)
- Gedichte (Doppel-CD, 2009)
- Weitblick (CD, 2009, mit Ute Wolf)

### Bücher
Alle Bücher sind im Eigenverlag erschienen.
- Der Spielmann – Die Weise des Wanderers (2005?)
- Gedichte und Bilder (2001)
- Gedichte (1999)
- Ganz zärtlich steigt die Morgenröte über der blauen Berge Rand (1985)